# Friedrich Gustav Jakob Henle
Friedrich Gustav Jakob Henle (Fürth, Alemania, 9 de julio de 1809 - Gotinga, 13 de mayo de 1885) fue un médico patólogo, anatomista y zoólogo alemán, descubridor del asa de Henle en el riñón. 
Los años comprendidos entre 1848 y 1914 constituyen según Magnus Levy la "edad heroica de la medicina alemana". Los esfuerzos desarrollados por la llamada generación intermedia, constituida entre otros por Johannes Müller, Schönlein, Schwann, y Henle, dio lugar a que la anatomía patológica, la fisiología y la microbiología alcanzaran un nivel espectacular y la clínica ganara en calidad y se atuviera a los postulados del laboratorio.Precisamente en ese contexto de "generación intermedia" es donde debemos situar la obra de Friedrich Gustav Jacob Henle. Si a Schwann se le atribuye la formulación de la teoría celular, a Henle se le relaciona con la aplicación de esa teoría a la anatomía microscópica, siendo el que publicó el primer tratado de histología. 

## Biografía
Nació en Fürth, cerca de Núremberg, en 1809. Estudió en las Universidades de Heidelberg y Bonn. Se doctoró en 1832. 
En Berlín fue discípulo de Johannes Müller y mantuvo estrechas relaciones con Matthias Jakob Schleiden y Theodor Schwann, así como con Alexander von Humboldt y Heinrich Gustav Magnus. Durante esta etapa trabajó en temas como el de la constitución del tejido epitelial, describiendo los epitelios columnario y cilíndrico. Precisamentre a él se debe la explicación de la función del epitelio ciliar del instestino (1836-37). No obstante, sus trabajos se extendieron al estudio de todos los órganos y tejidos. Descubrió las fibas musculares lisas de las paredes arteriales (llamamos con el nombre de "membrana de Henle" a la capa fibroelástica subendotelial de las arterias), el esfínter externo de la vejiga, la célula hepática, los vasos quilíferos centrales, la córnea y también estableció las relaciones del hipocampo y el carácter rudimentario del lóbulo posterior de la hipófisis.
Fue nombrado profesor de anatomía en Zúrich el año 1840, donde fundó con Karl Pfeuffer el Zeitschrift für rationelle Medizin, que contiene buenos estudios monográficos. Un año más tarde se publicó en Leipzig Allgemeine Anatomie, donde da a conocer sus hallazgos como microscopista y ofrece una clasificación de los tejidos. Se le considera como el primer tratado de anatomía general microscópica; según Laín, en él celebran fecundas nupcias la "anatomía general" de Bichat, por un lado, y la "teoría celular" de Schwann, por otro.
En 1844 se trasladó a Heidelberg donde ocupó una de las cátedras de su Universidad. A partir del año 1852 dirigió el Instituto de anatomía de Gotinga dedicándose de lleno a la docencia y a la investigación morfológica. En 1846 se produjo una de las principales aportaciones de Henle a la patología. Su Handbuch der rationellen Pathologie, puede considerarse junto a la obra de Rudolph H. Lotze, (Allgemeine Pathologie und Therapie) como el momento de la transformación de la patología filosófico-natural a la científico natural. En su manual Henle trata de concebir la enfermedad como un proceso material y energético que puede conocerse mediante los métodos de la ciencia natural, no muy diferentes a los procesos que constituyen la vida fisiológica normal del ser humano.
Según Laín, apoyado en la idea de causalidad de Kant, afirmó que todo nuestro saber sobre las enfermedades descansa sobre el conocimiento de su efecto: la enfermedad misma. Lo fundamental de la nosología es el concepto de movimiento, siendo la diferencia entre sano y enfermo meramente gradual. La acción patógena de una acción física o química depende sólo de su intensidad. Por tanto, creyó Henle en el carácter procesal de la enfermedad y la transición continua entre fisiología normal y la fisiología patológica.
También podemos decir que en sus obras Henle es uno de los que inaugura la orientación etiopatológica de la medicina. En su Von den Miasmen und von der miasmatishcontagiösen Krankheiten (1840) sostuvo el origen microbiano de las enfermedades infecciosas así como la especificidad de los gérmenes que las provocan.
Entre 1866 y 1871 se publicaron los tres volúmenes que constituyen su Handbuch der systematischen Anatomie des Menschen, donde da a conocer algunos de los hallazgos antes mencionados así como la descripción de la vaina interna de la ráiz del pelo (solemos hablar de "capa de Henle" para referirnos a la capa exterior de células de la vaina radicular de un folículo piloso), el desarrollo de la laringe, la sindesmología, así como el descubrimiento de 1862 de la formación renal que lleva su nombre (asa en U de un tubo urinífero). Se usa "hendidura de Henle" para referirse a los espacios de tejido conjuntivo que separan las fibras musculares cardiacas. Otro epónimo que lleva el nombre de Henle es el de "vaina de Henle", o perineurio, envoltura conjuntiva exterior al neurilema.
Según Waldeyer, se trata de "un compendio que reúne nuestros conocimientos anatómico-descriptivos en la forma más científica posible".La nomenclatura de los ejes y planos del cuerpo humano es bastante original y su método descriptivo se convirtió en modelo para los estudios morfológicos de su época y posteriores.
Henle murió en Gotinga, Alemania en 1885 a la edad de 75 años.

## Publicaciones (selección)
- Ueber Narcine, eine neue Gattung electrischer Rochen, nebst einer Synopsis der electrischen Rochen, etc. (Berlín, 1834).
- Pathologische Untersuchungen (Berlín, 1840).
- Con Johannes Peter Müller (1801-1858), Systematische Beschreibung der Plagiostomen. ... Mit sechzig Steindrucktafeln (Berlín, 1841).
- Con Karl von Pfeufer (1806-1869), Zeitschrift für rationelle Medicin (10 vol., Heidelberg, 1844-1851).
- Handbuch der systematischen Anatomie des Menschen (3 vol., Braunschweig, 1855-1871).
- Anatomische Hand-Atlas zum Gebrauch im Secirsaal (Braunschweig, 1871).
- Albrecht von Haller (1872).
- Anthropologische Vorträge (2 vol., Braunschweig, 1876-1880).
- Grundriss der Anatomie des Menschen... Nebst einem Atlas, etc. (Braunschweig, 1880)

## Abreviatura (zoología)
La abreviatura Henle  se emplea para indicar a Friedrich Gustav Jakob Henle como autoridad en la descripción y taxonomía en zoología.

- Datos: Q77130
- Multimedia: Jakob Henle / Q77130
- Especies: Friedrich Gustav Jakob Henle